# Habenaria njamnjamica
Habenaria njamnjamica är en orkidéart som beskrevs av Friedrich Fritz Wilhelm Ludwig Kraenzlin. Habenaria njamnjamica ingår i släktet Habenaria och familjen orkidéer. Inga underarter finns listade i Catalogue of Life.